# Turkestandue
Turkestandue (Columba eversmanni) er en fugl i familien Columbidae (duer). Den yngler i det sydlige Kasakhstan, Usbekistan, Turkmenistan, Tadsjikistan, Kirgisistan, Afghanistan, det nordøstlige Iran og det yderste nordvestlige Kina. Den overvintrer i det nordøstlige Pakistan, i den sydlige del af Kashmir og dele af Rajasthan. Bestanden er faldet i antal gennem årene, hovedsageligt på grund af jagt, og den er opført som "sårbar" af Den Internationale Union for Bevarelse af Naturen.
Fuglen blev først beskrevet af den franske ornitolog Charles Lucien Bonaparte i 1856. Binomialet henviser til den tyske biolog og opdagelsesrejsende Eduard Friedrich Eversmann, der forskede meget i floraen og faunaen i de sydøstlige stepper i Rusland.

## Beskrivelse
Turkestanduen er en mellemstor due, der vokser til en længde på ca. 30 cm og en vægt på omkring 180 til 230 gram. Den er for det meste grå, med en let brunlig farvetone til de øverste dele og en lyserød-lilla glans på issen, halsen og brystet. Vingen har en sort stribe og halen har et diffust mørkt bånd. Nedre ryg, gump og underside af vingerne er hvide eller lysegrå. Der er bare områder med gullig hud omkring øjet, iris er gul, næb er gullig og fødderne lyserøde. Denne due kunne forveksles med klippedue (C. livia), men den art har mere fremtrædende vingestriber og halebånd. Bjergdue (C. rupestris) ligner også, men der er forskel på halebåndene. Turkestanduen er generelt en tavs fugl, men i ynglesæsonen udsender den undertiden en svag "oo-oo-oo".
I sit yngleområde bor den på stepper og andre lavlandshabitater, herunder halvtørre og tørre områder. I vinterkvarteret findes den i landbrugsområder, frugtplantager og åbent landskab med spredte træer. Den er især tiltrukket af områder med Morbærtræer.

## Status
Bestanden af Turkestanduen er faldet betydeligt gennem årene. Den største trussel mod den er jagt, i både yngleområdet og vinterkvarteret. Den nuværende tendens for udviklingen er ukendt, men tilbagegangen kan fortsætte, og Den Internationale Naturbeskyttelsesunion (IUCN) har vurderet fuglens bevaringsstatus som værende "sårbar".